# Guido Depraetere

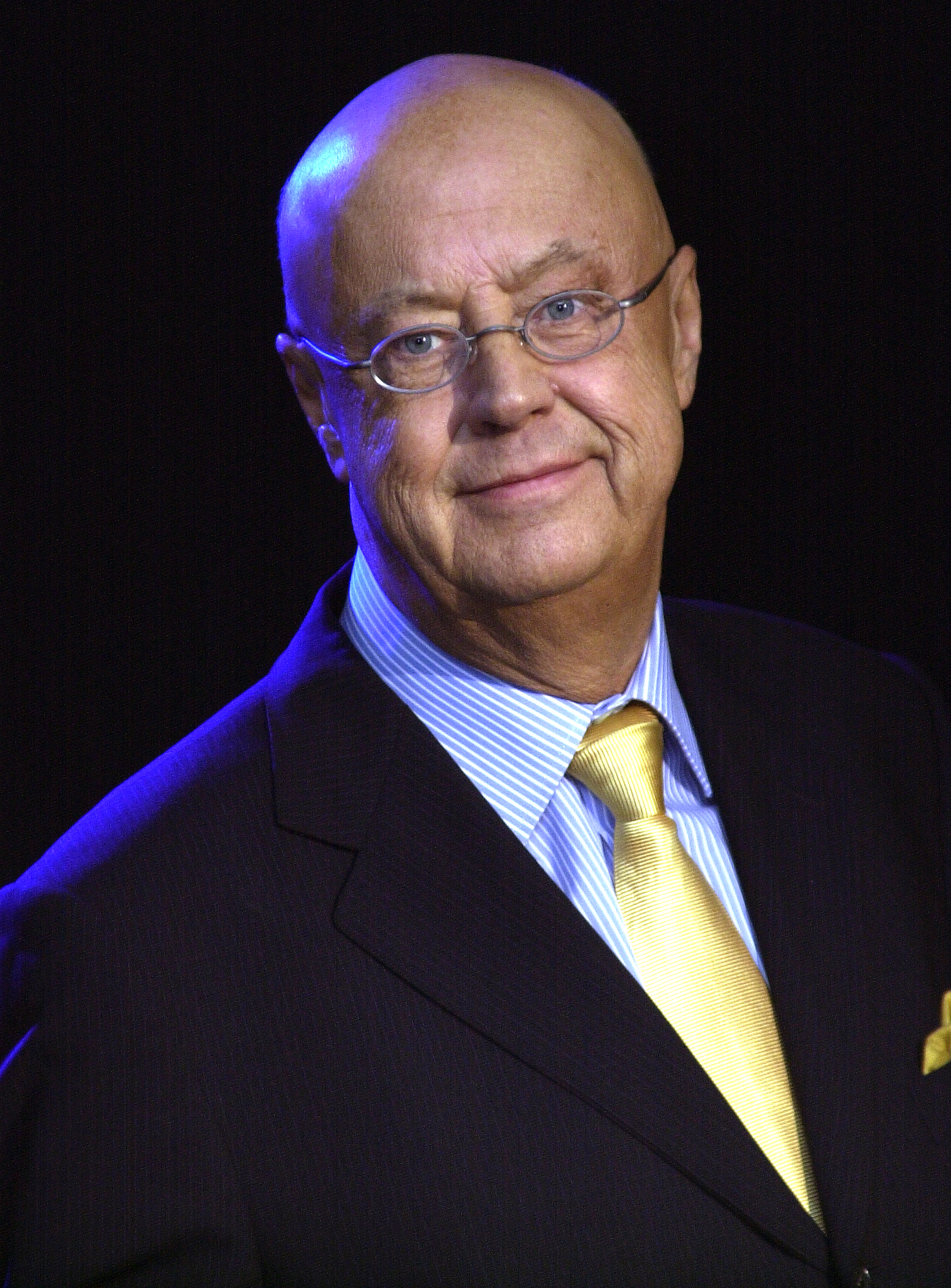
Guido Depraetere

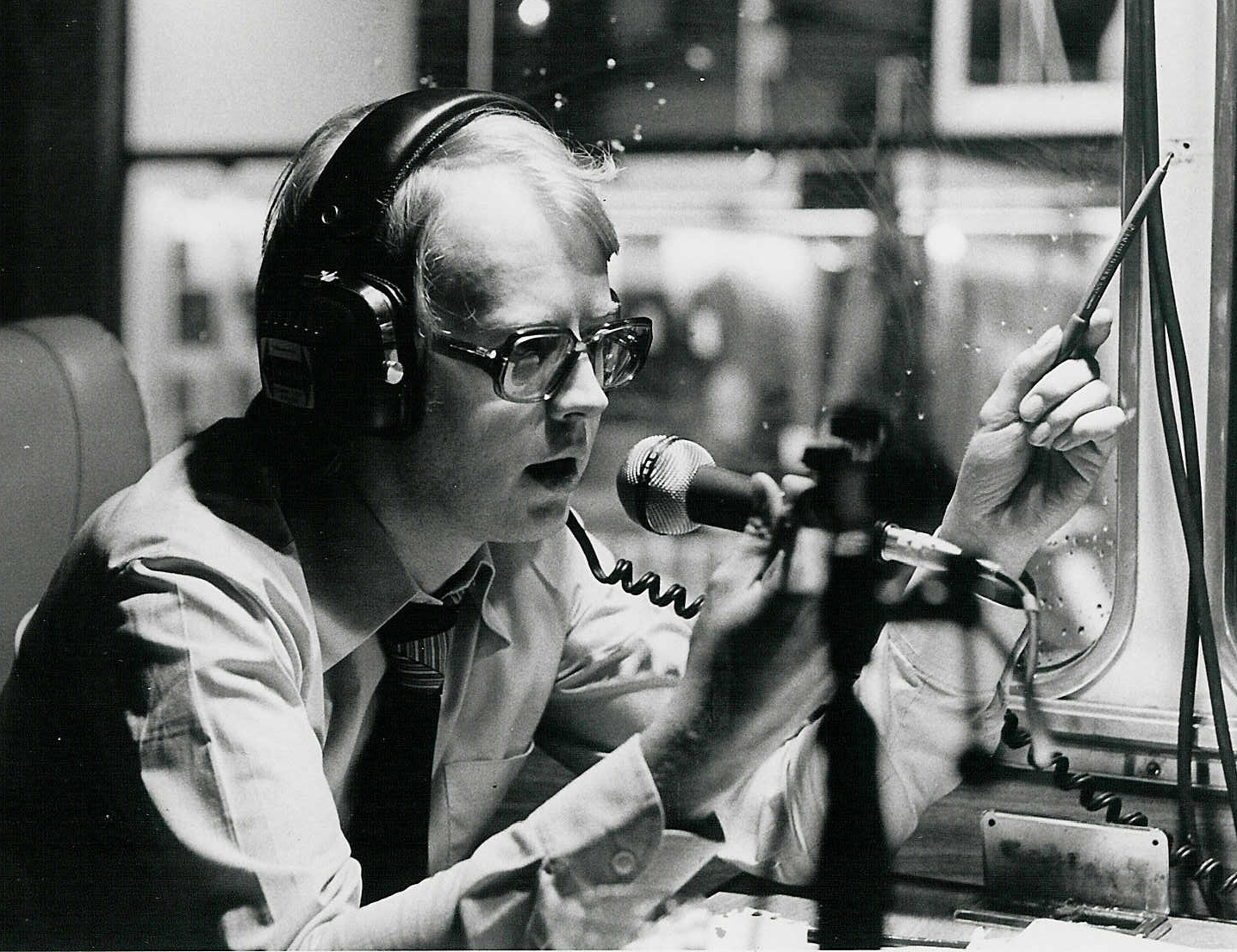
Guido Depraetere als radioman in de jaren negentientachtig

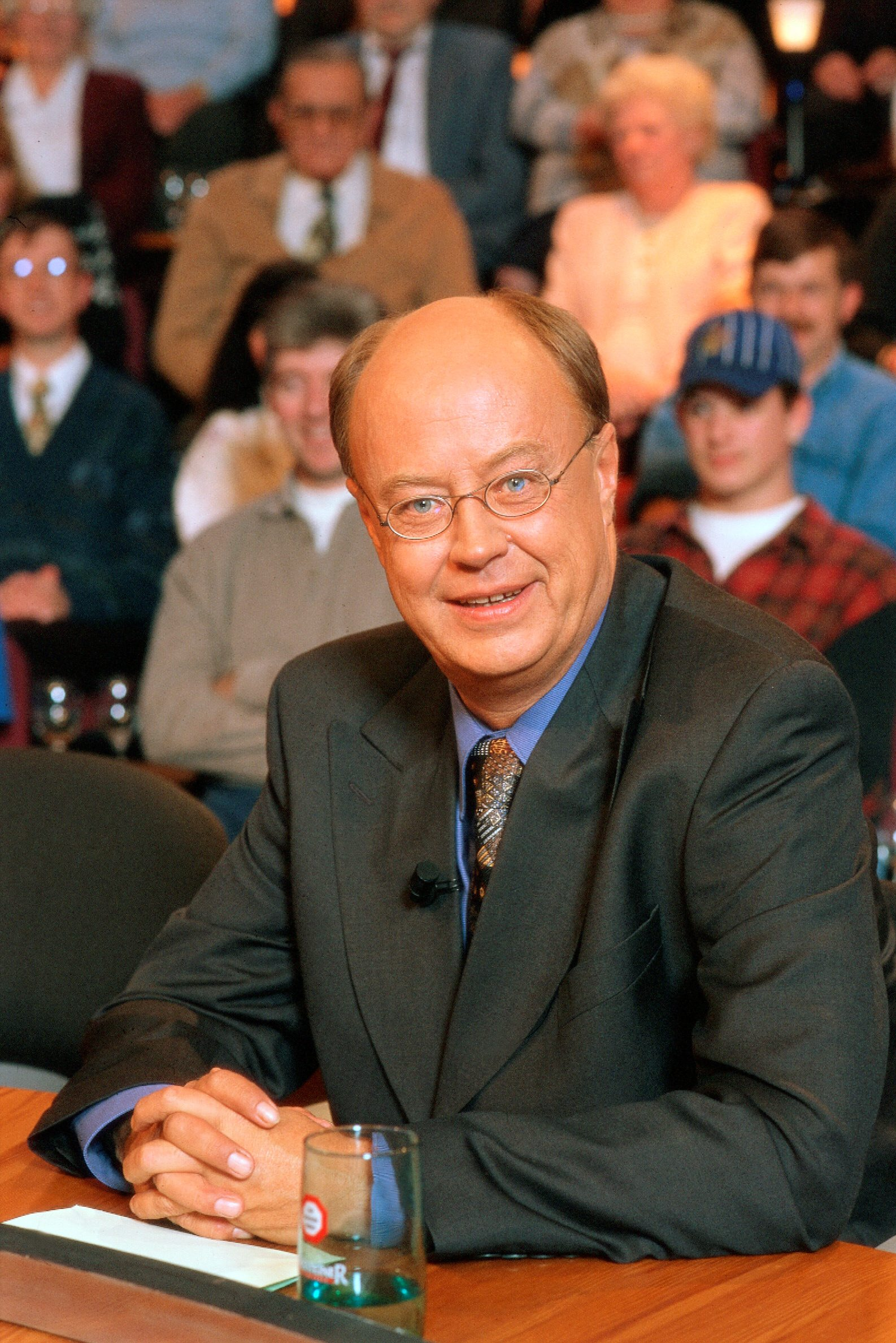
Guido Depraetere, programmadirecteur Vlaamse Televisie Maatschappij (VTM)

Guido Depraetere (Izegem, 26 november 1946 – Roeselare, 12 augustus 2006) was een Vlaamse tv-manager, presentator, cartoonist, gemeentelijk politicus en producent. Hij stond vooral bekend als de programmdirecteur van VTM eind jaren 80, begin jaren 90. Samen met co-directeur Mike Verdrengh stond dit duo bekend als Mike en Guido.  Hij kreeg ook bekendheid vanwege zijn "Baziel-grappen".

## Loopbaan
In zijn jeugd was Depraetere actief bij de Brugse scouts, waar zijn totemnaam 'Taterende Ekster' was. Daarnaast speelde hij klarinet in de Scoutsharmonie Sint-Leo. Hij organiseerde onder de naam Interreto de eerste 'Honderd Dagen' voor de Brugse middelbare scholen. Hij studeerde af als regent wiskunde, fysica en economie. Van 1968 tot 1981 gaf hij les in het Koninklijk Atheneum in Assebroek. Tijdens weekends trok Depraetere als diskjockey in Vlaanderen rond met de befaamde Studio Barcka.
Ook in de politiek was Depraetere ruim tien jaar actief. Bij de fusie van Groot Brugge was hij kandidaat voor de CVP bij de gemeenteraadsverkiezingen. Hij groepeerde rond zich een aantal leeftijdgenoten onder de noemer 'Jeugd 80'. Hij werd onmiddellijk verkozen en bleef gemeenteraadslid van 1971 tot 1982. Depraetere was in die periode ook actief als lid van verschillende toneelgezelschappen en als 'peetvader' en presentator van het koor Vagantes Morborum.
Depraetere zag zijn toekomst in het medium radio en televisie. Hij won een talentenjacht die door de BRT werd georganiseerd onder de titel 'Moeders Mooiste'. Dit leverde hem een paar presentatieopdrachten op. Daarop deed hij mee aan het examen producer waarvan hij, van de 120 kandidaten, een van de vier geslaagden was. In 1982 kon hij dan ook aan de slag bij de toenmalige BRT. Eerst was hij producer bij radio Omroep Brabant en vervolgens kwam hij bij de televisie terecht, waar hij programma's maakte als Spel zonder grenzen, Hoger, lager, Micro Macro en TV-Touché.
Depraetere kon zich maar moeilijk verzoenen met de weinig dynamische instelling van de BRT. In 1988 kregen de krantenuitgevers het monopolie voor de oprichting van een commerciële televisiezender in Vlaanderen. Depraetere werd programmadirecteur van VTM met zijn vriend Mike Verdrengh als adjunct-directeur. De eerste uitzending ging in de lucht op 1 februari 1989. Naast programmadirecteur was Depraetere ook producer en presentator van onder andere het bekende programma Klasgenoten en van het humoristische programma HT&D.
In 1996 verliet Depraetere samen met Mike Verdrengh zijn leidende functie bij VTM. Aan de basis van het vertrek lag een meningsverschil met de raad van bestuur over de verdere ontwikkeling van de commerciële zender. Beiden bleven als externe consulenten voor de VTM actief bij de ontwikkeling van programmaformats en de begeleiding van producties en presentatoren.
Samen met een aantal andere televisiecollega's is Depraetere een van de stichtende leden van de Vlaamse Televisie Academie.

## Baziel
Depraetere was een liefhebber van de door een paar Bruggelingen tot leven gewekte volksfiguur Baziel Spanooghe, diens vrouw Flavie en vriend Hector. Aanvankelijk vertelde hij Baziel-moppen onder vrienden, weldra op de televisie in het humoristische programma HT&D. Vanaf 1998 gaf hij Baziel een gezicht met een wekelijkse cartoon in de Krant van West-Vlaanderen, cartoons die nadien in verzamelboekjes werden gepubliceerd. Later trad hij op met volwaardige shows gewijd aan het figuurtje. De cartoons werden, na zijn dood, verder gemaakt door zijn zoon Jeroen.
In 2000 werd Depraetere opgenomen als ridder in de Orde van 't Manneke uit de Mane.
In februari 2005 kreeg Depraetere te horen dat hij longkanker had. Zeven maanden later was hij behoorlijk hersteld en hij startte opnieuw met zijn Baziel-conferences. Hij was daarmee onder andere te gast in de Gentse Capitole tijdens de Gentse Feesten en in Brugge in de Stadsschouwburg. Uiteindelijk bezweek hij op 12 augustus 2006 op 59-jarige leeftijd toch aan de gevolgen van de ziekte.
Depraetere was gehuwd en had drie kinderen.

## Publicaties
- Inzichten en voorstellen over de toekomst van de Televisie in Vlaanderen (1985)
- Baziel I (1998)
- Baziel II (1999)
- Baziel III (2000)
- Baziel IV (2001)
- Het Beste van Baziel, Roularta Books, Roeselare, 2006 (met cd en dvd). Een postume uitgave, met fotoalbum G. Depraetere. ISBN 978-90-86790-50-0